# Carlo De Cesare

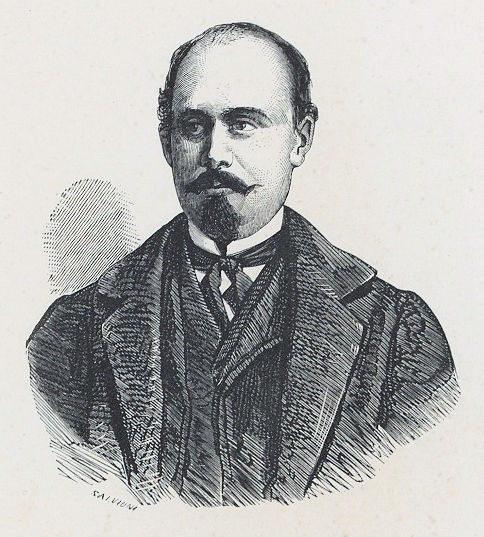
Carlo De Cesare

Carlo De Cesare (spr. tschessare) (* 1824 in Spinazzola, Apulien; † 1882) war ein italienischer Nationalökonom und Politiker.

## Leben
De Cesare studierte die Rechte zu Neapel, trat zuerst als Dichter hervor mit den lyrischen Sammlungen: "Le ore di solitudine" und "Le armonie" sowie mit dem Roman "Il conte di Minervino" (1845). Ihnen folgten die Werke: "Dell' amministrazione della giustizia nel regno delle due Sicilie" (1849); "Delle opere penali di P. Ulloa" (2. Ausg. 1852) und "Intorno alla ricchezza pugliese" (1853). Beteiligt an den revolutionären Bestrebungen von 1849 bis 1853, wurde er eine Zeit lang eingekerkert. Nach der Befreiung Italiens wurde ihm 1860 das Generalsekretariat der Finanzen zu Neapel, 1868 das des Ackerbaues, der Industrie und des Handels übertragen; auch wurde er zu wiederholten Malen ins Parlament gewählt. Später wurde er Senator des Königreichs und Rat am obersten Rechnungshof.

## Werk
Von seinen übrigen zahlreichen Schriften, welche den tüchtigen Gelehrten und Denker verraten, haben ein allgemeines Interesse: "Il mondo civile ed industriale nel XIX. secolo" (1857); "Della scienza statistica" (1857); "Dell' educazione alle arti e mestieri" (1859); "Del potere temporale del Papa" (2. Aufl. 1861); "Il passato, il presente e l'avvenire della pubblica amministrazione nel regno d'Italia" (1865); "La Germania moderna" (2. Aufl. 1874); "Le due scuole economiche" (2. Aufl. 1875); "Le nuove storie" (1876) und eine Biographie Scialojas (1879).
Dieser Artikel basiert auf einem gemeinfreien Text aus Meyers Konversations-Lexikon, 4. Auflage von 1888 bis 1890.
| Personendaten    | Personendaten                                                                |
| ---------------- | ---------------------------------------------------------------------------- |
| NAME             | De Cesare, Carlo                                                             |
| ALTERNATIVNAMEN  | Cesare, Carlo de; DeCesare, Carlo                                            |
| KURZBESCHREIBUNG | italienischer Nationalökonom und Politiker, Mitglied der Camera dei deputati |
| GEBURTSDATUM     | 1824                                                                         |
| GEBURTSORT       | Spinazzola, Apulien                                                          |
| STERBEDATUM      | 1882                                                                         |